# BT-42
Der BT-42 ist ein finnischer Panzerkampfwagen des Zweiten Weltkrieges, der auf sowjetischen Panzern der BT-Serie basierte.

## Hintergrund
Als die Sowjetunion im Winter 1939/40 Finnland angriff, allgemein als Winterkrieg bekannt, wurde auch eine große Zahl neuerer sowjetischer Panzertypen eingesetzt. Die extremen Witterungsverhältnisse und die geographischen Gegebenheiten dieses sehr im Norden liegenden Kriegsschauplatzes waren für die damaligen Panzerfahrzeuge eine große Herausforderung. Nicht wenige Fahrzeuge blieben liegen und wurden von den finnischen Truppen erbeutet. Das wiederholte sich, als die Finnen im Fortsetzungskrieg (1941–1944), während des Zweiten Weltkriegs, wieder der Roten Armee entgegentraten.
Ein Typ, der den Finnen in die Hände fiel, war der schnelle sowjetische Panzer der BT-Reihe (Быстроходный Танк). Es war ein leicht gepanzertes Fahrzeug, das je nach Ausführung mit einer 3,7-cm- oder einer 4,5-cm-Kanone ausgerüstet war. Da zu dieser Zeit bereits die moderneren T-34 und KW-Typen an der Front auftauchten, deren 7,62-cm- oder 15,2-cm-Kanonen die BT nichts entgegenzusetzen hatte, wurden die erbeuteten BT-Panzer nicht systematisch gegen ihre vorherigen Besitzer eingesetzt.
Während der Fortsetzungskrieges hatten die finnischen Streitkräfte zwei grundlegende Probleme: Es gab keine finnische Industrie, die selber Panzer produzierte, und der Gegner, die Sowjetunion, verfügte über moderne leistungsfähige Panzer. Lieferungen der verbündeten Staaten deckten bei weitem nicht den Bedarf der finnischen Armee. Eine Feuerunterstützung eigener Angriffe durch motorisierte Artillerie war auf finnischer Seite praktisch nicht gegeben, da es keine solchen Fahrzeuge gab. Dass solche Fahrzeuge jedoch technisch möglich waren, erfuhren die finnischen Streitkräfte an der Front jeden Tag, da der Gegner darüber verfügte.

## Entwicklung
Im Herbst 1942 wurde die staatliche Waffenfabrik in Jyväskylä angewiesen sich des Panzerproblems anzunehmen. Auf Basis von erbeuteten BT-Panzern wurde ein Fahrzeug mit im Winterkrieg gelieferten britischen Haubitzen, QF 4.5-inch Howitzer, im Kaliber 114-mm konstruiert.
Um das große Geschütz unterzubringen, wurde ein neuer Turm geschaffen. Wobei die Mechanik des Geschützes umpanzert wurde und die Kanone relativ weit vorne saß. Für die zweiköpfige Bedienung des Geschützes wurde durch einen rechteckigen Kasten mit Sichtschlitzen und zwei Türflügeln auf der Rückseite Platz geschaffen.
Das eigentliche Fahrzeug wurde nur unerheblich gegenüber den sowjetischen BT verändert.

## Technische Beschreibung
Verglichen mit dem modernsten Modell der BT-Reihe, dem regulären BT-7, waren die BT-42 mit 15,5 t Gefechtsgewicht um 1,7 t schwerer, was sich natürlich auf alle mechanischen Teile auswirkte. Die relativ schmale Kette dürfte durch den gestiegenen Bodendruck dazu geführt haben, dass in Frühjahr und Herbst manche Gelände schwer passierbar waren.
Der Turm war 26 cm höher als beim BT-7, wodurch die Gesamthöhe auf 2,68 m stieg.
Das Geschütz stammte aus der Zeit vor dem Ersten Weltkrieg und war 1910 bei der britischen Armee eingeführt worden. Es gehörte zwar 1939 noch zur regulären Ausstattung der britischen Artillerie, doch war die Ablösung durch die 25-pounder längst geplant. Hersteller war Coventry Ordnance Works, die versuchten Vickers und Armstrong aus der monopolistischen Stellung als Waffenlieferanten der britischen Armee zu drängen. Die reguläre Sprenggranate wog 15,6 kg und konnte als Feldgeschütz maximal 6.675 m weit schießen.
Es gab weiterhin ein Schrapnell-, Leuchtgeschoss- und zwei verschiedene Nebelgranaten für das Geschütz. Ob die BT-42 diese erhielten, ist unklar.
Die Panzerung war mit maximal 16 mm praktisch nicht gegen Panzerabwehrwaffen dieser Zeit wirksam.

## Einsatz
Die BT-42 waren ursprünglich als Panzerjäger, gegen den T-34 gedacht. Doch erkannte man schnell, dass es eher eine gepanzerte Selbstfahrlafette zur unmittelbaren Unterstützung der Infanterie war, und somit zu der Gattung der Sturmgeschütze gehörte.
Die umgebauten Fahrzeuge waren bei ihren Besatzungen schnell sehr unbeliebt und erhielten den Spitznamen „Christie“. Die Schwächen waren vor allem dem neuen Turm zuzuschreiben, der dem Panzer nicht nur ein markantes Profil verlieh, sondern dem Fahrzeug auch ein erhebliches Gewicht zufügte, was die Federung und den Motor belastete. Der hohe Schwerpunkt war ungünstig und seitliches Feuern war wegen des Rückstoß der Haubitze nicht ungefährlich, da der Panzer dabei umkippen konnte.
Die BT-42 kamen erstmals 1943 zum Einsatz, wo sie am Svir gegen feindliche Bunker eingesetzt wurden. Der Panzer funktionierte recht gut gegen weiche Ziele, jedoch erwies er sich erstmals gegen die sowjetischen T-34 als Panzerjäger unterlegen.
Um dem entgegenzuwirken, kopierten die Finnen ein in Deutschland entwickeltes Hohlladungsgeschoss (HEAT-Geschoss) für das Geschütz. Es traten jedoch Probleme mit den deutschen Granatzündern auf, die nicht mit der britischen 114-mm-Haubitze kompatibel waren. Somit wurden die BT-42 in die Rolle einer Selbstfahrlafette, zur mobilen Unterstützung der Infanterie mit Artilleriefeuer, gedrängt.
1943 wurden die Selbstfahrlafetten aus der Front gezogen, doch bei der sowjetischen Großoffensive 1944 in der Schlacht von Vyborg mussten sie erneut eingesetzt werden. Dabei gingen acht von neun Fahrzeugen verloren. Ein Fahrzeug wurde von den Sowjets abgeschossen und sieben fielen mit mechanischen Schäden aus. Obwohl die BT-42 eine größere Zahl von direkten Treffern bei den sowjetischen Panzern erzielen konnten, wurde kein gegnerisches Fahrzeug zerstört. Dies führte dazu, dass die restlichen Fahrzeuge endgültig von der Front abgezogen wurden. Sie wurden in einem Depot eingelagert und später verschrottet.
Im späteren Kriegsverlauf wurden sie durch das StuG III aus deutschen Waffenlieferungen ersetzt.
Heute existiert nur noch ein Ausstellungsstück im Panzermuseum in Parola.

## Trivia
Ab 2010 entwickelte sich der BT-42 zu einem Star in der japanischen Franchise Anime-Serie Girls und Panzer, über Schulmädchen und Panzer. Hierbei repräsentieren verschiedene Oberschulen je eine Nation des Zweiten Weltkrieges. Der Kampf mit Panzern ist in dieser alternativen Zukunft ein weit verbreiteter, hauptsächlich von Mädchen betriebener Schulsport, in dem verschiedene Schulen gegeneinander antreten. Die Jatkosota High School, die Finnland repräsentiert, nutzt den BT-42.